# 転生悪女の黒歴史
『転生悪女の黒歴史』（てんせいあくじょのくろれきし）は、冬夏アキハルによる日本の漫画作品。『LaLa』（白泉社）にて、2018年10月号から同年12月号まで連載された後、2019年3月号より連載中。自分が書いた黒歴史な小説の世界に悪女として転生し、死亡フラグを折っていく物語。
2024年2月時点で電子版を含む単行本の累計販売部数は170万部を突破している。

## 展開
当初は全3話の連載予定であったが、『LaLa』2018年12月号に第3話が掲載された時点で反響があり、それに応える形で2019年3月号から連載が再開された。単行本第1巻の発売時には記念PVが制作されたうえ、発売後の2019年1月には即重版がかかった。そのこともあり、ほんのひきだし（日本出版販売）の調べによる「2019年上半期で1番売れたコミック第1巻」にて、本作は16位を獲得した。特装版は発売後まもなく品薄となっている。その後、『LaLa』2020年8月号で表紙を初めて飾ったほか、2021年10月には『LaLa DX』11月号と『LaLa』12月号にてボイスドラマ化された。2024年2月17日にはテレビアニメ化が発表された。

## あらすじ
主人公の佐藤コノハは、中学時代に「いつか異世界に召喚される」と信じ、異世界を舞台とした小説を執筆していた。10年が経ち、社会人となった佐藤コノハは会社帰りに事故に遭遇し、自分が書いた小説の世界に転生してしまう。小説は自分と同名の伯爵令嬢・コノハを主人公とした「恋と魔法の冒険ファンタジー」の世界で、コノハの妹のイアナの婚約者であるギノフォードとコノハが互いに恋に落ちるが、イアナが邪魔をする。イアナはコノハの命を狙うも失敗し、死ぬ展開となるストーリーであった。そんなイアナに転生してしまった佐藤コノハは、死亡フラグを折り、奮闘していく。
イアナに転生した直後、ギノフォードは彼女の暗殺を執事のソルに命じていた。死亡フラグを回避するため、イアナは小説の展開を思い出し、コノハに執着していたコノハの伯父を撃退したことにより、ギノフォードからの信頼を得るも、コノハの命を守らないとソルから殺される状況は続く。イアナはコノハを守り、自分も生き残るという決意をする。転生によりイアナの人格が変化したことで、ソルはイアナのことがわからなくなったため、今後も見極めていくと宣言する。
リリー王国に留学していた幼馴染・ヨミが帰国する。小説ではコノハを殺そうとする役割の人物であるヨミを阻止しようと、イアナは奮闘したことにより、ヨミは殺害対象をソルに変更。イアナはヨミを守りつつ、自分と彼の死亡フラグを折ることを決意する。イアナは警察・シャノウから、美少女の令嬢が失踪する事件の犯人として容疑をかけられる。アマリリス夫人のパーティーで友達になったメノアが行方不明になったことがきっかけとなり、真犯人がアマリリス夫人であることを突きとめ、死亡フラグを回避する。
ダンデライオン領の湖でエルフ族の青年・シュクナとカグラと知り合ったイアナは、この地で起こる吸血鬼事件を思い出す。事件の発生を防ぐため、イアナはエルフの里へソルとヨミとともに向かい、吸血王を倒すが、黒幕はカグラであったと知る。吸血鬼との戦いにより魔力を消耗したヨミの治療のため、イアナはギノフォードの実家へ向かい、そこでヤトリと出会う。ヤトリはコノハに失恋するキャラクターのひとりであるため、ギノフォードと戦う展開になると考えたイアナは奮闘する。そんな中、カグラが襲撃し、コノハを聖女に目覚めさせるために誘導する。イアナはギノフォードに複雑な想いを抱くも、ヤトリと和解し、彼の婚約者候補となる。
転生前のイアナは、「忍び」にコノハの暗殺を依頼していた。それを阻止するために、イアナは皆で温泉で名の知れた「かくりよの里」を訪れる。そこでソルは相棒のオーグニースと再会し、イアナは改めてヨミの前で「強い女の演技」をすると決意をする。

## 登場人物
声の項は特記のない場合、テレビアニメ版の声優。
イアナ・マグノリア / 佐藤 コノハ（）
声 - 青山吉能 / 上坂すみれ（ボイスドラマ）
主人公。佐藤コノハとして生きていたが、事故後に小説に登場する悪女・イアナに転生する。前世の記憶が蘇る前は小説の設定ゆえにかなりの性悪だったが逮捕前にコトハの精神を破壊させるための書物である「黒歴史」の書物を自分で読んで精神が崩壊して消去してしまい、その直後に転生した佐藤コトハの意識が憑依した形で入ってくる。転生憑依した佐藤コノハはイアナとしてイアナの死亡フラグをへし折るべく奔走する。ソルのことは当初は恐怖の対象として見ていたが、数々の事件を経て信頼関係を築き生涯の主従の誓いをするに至り。ところが、聖者候補のイザークの死をきっかけに、死亡フラグをへし折る目的を止めて意図せぬ物語（黒歴史）の改変と変化を嫌うようになり物語の最後まで導こうとし、聖者イザーク殺人の濡れ衣を着せられた指名手配犯から「変態仮面」（仮面自体は炎の鳥を扱う術具）になってしまい、ソルが改変による修正でシュヴァルツに殺されるのを嫌い「魔王」にまでなってしまう。
コノハ・マグノリア
声 - M・A・O
小説の主人公で、愛されヒロインな伯爵令嬢。妹のイアナを愛する美少女で、聖女。聖者試験の結果の日、イザーク殺人容疑者のイアナが射殺されそうになって高台から転落したときに聖なる力に初めて覚醒して、それにより正式にローズ王国の「聖女」と認定されることになる。
ソル・ネモフィラ
声 - 小松昌平 / 神谷浩史（ボイスドラマ）
執事。イアナを殺す存在。「主人以外に冷たい」執事が好みであった佐藤コノハにより設定が作られた、理想の「氷の執事」。当初は性格の変わったイアナを信用していなかったが、生涯の主従の誓いをするにまで至った。イアナが指名手配犯・変態仮面になろうとも主従の誓いを守りイアナを信じ守ろうとする。
ヨミ・ブラックサレナ
声 - 土岐隼一 / 松岡禎丞（ボイスドラマ）
父親同士が友人で、イアナとコノハの幼馴染。伯爵家の人間。佐藤コノハが「美形に殺されるのもいい」と考え制作した悪役のキャラクター。イアナに好意を寄せている。留学先では「魔法研究」と「薬毒研究」を専攻し、魔法が使用できる。
ギノフォード・ダンデライオン
声 - 古川慎
伯爵家の次男で、佐藤コノハの好みの理想の高スペック男子。例えるなら「炎の騎士」。イアナの婚約者であったが、コノハと恋に落ちる。
ヤトリ・ラナンキュラス
ギノフォードの士官学校時代の同期。魔法医師の資格を所持している。精神魔法が使用できる。
メノア・カミーリア
イアナの友達。伯爵家の父親と愛人から生まれた子であるため、本妻の子である姉から奴隷扱いを受けていたが、イアナが友達であると公言したことにより邪魔者を一掃できたと喜び、イアナと親しくなる。
シャノウ・クレマチス
声 - ランズベリー・アーサー
ローズ王国の警察治安部隊第2班のハイドランジア隊の副隊長。イアナを悪女として敵視していたが事件を共同で解決したことによりイアナを信頼する。しかしイアナの黒歴史改変に影響与えすぎたとしてミカ（ウェントス）に殺されてしまう。
ミカ /　ウェントス
声 - 田丸篤志
シャノウの同僚。実は歴史の改変をしすぎるコノハやイアナを狙う組織「シュヴァルツ・レ・シュヴァリエ」の一員。前者は偽名で後者は本名。シャノウ殺害後もイアナの命を狙っていたがイアナが行動理念を修正して黒歴史改変を恐れて「魔王」になる決意をした事でイアナに手を貸すこととなる。
ヤマト・ハイドランジア
声 - 前野智昭
ハイドランジア隊の隊長を務める。
カグラ・アイビー / アグニ
天使のような綺麗な容姿をしているが、実は歴史の改変をしすぎるコノハやイアナを狙う組織「シュヴァルツ・レ・シュヴァリエ」の一員。前者は偽名で後者は本名。
イザーク・カサブランカ
コトハが聖者試験に挑んだ際の別の聖者候補。教皇に拾われて教会で育った。歴史の改変の為にコトハを聖女にしないようにイアナが側仕えとして仕える対象者。最終的に「聖者」として選ばれたその日に歴史の改変を嫌う集団の「シュヴァルツ・レ・シュヴァリエ」の一員のアクアにより殺害されてしまう、死ぬ間際にイアナに愛の告白して永遠の眠りにつく。

## 作風
「『中二病あるある』がふんだんに盛り込んである」ことにより、「痛気持ちいい読み味」の「悪役冒険ファンタジー」。「恋と魔法と『自分の黒歴史』が痛気持ち」よく、「身悶えするほどの共感」が得られる上に「各種取り揃えたイケメンを堪能できる」作品である。
女子漫画研究家の小田真琴によると、本作は「楽しいことばかりではなく、命の危機さえ覚えるギャップが愉快」に描かれており、女性漫画家マネジメント会社の広報担当の田中香織は本作について、作者や編集者が楽しんで制作を行っていることが伝わってくる作品だという。
ライターのひらりさによると、本作は話のテンポがよく、合間でリアルに黒歴史が描かれている。死亡フラグの回避方法がチートではなく、「馬に乗って自分で悪者を殴りに行く」など物理的であるため、「すごく強い」主人公である。マンガ研究者のヤマダトモコによれば、悪役令嬢作品には「死亡フラグを折るうちに知っていたストーリーと変わってきてしまった」という展開が見られるが、本作は「話を作ったのは自分だからこの世界の人たちは私が守るんだという意識が目覚めていく」ため、「面白くなっている」。

## 反響
本作は『LaLa』の現編集長の佐藤一哉が雑誌を離れた数年の間で一番ヒットした作品である。
声優の本多真梨子は本作について「黒歴史イラストのクオリティに感動」し、過去に漫画やイラストを描いていた経験から「心が痛いほどに、共感」したという。同じく声優の内山悠里菜は少女漫画を読むといい、最近の面白い作品として本作を挙げている。
当初は「ギャグ寄り」な展開であったが、第4巻まで内容が進むと「少女マンガらしい恋模様」がみられ、読者から反響があった。

## 評価
「全国書店員が選んだおすすめコミック2021」のスピンオフ企画として、2021年4月30日に発表された「全国書店員が選んだおすすめ少女コミック」にて、本作が2位を獲得。「『自作小説のキャラクターに転生してしまう』という斬新な設定」で話題となり、「痛いところに手が届く怪作」という点が評価された。
2024年2月時点で、単行本は紙と電子の累計で170万部を突破している。

## 制作背景
編集長の佐藤一哉によると、これまでの『LaLa』では見られなかった「時代の流行をとりいれながら作家性を引き出していく」という方法で制作されている作品である。本作は冬夏と担当編集者・エリオットの2人で「作品内に転生」しているイメージで制作し、前編集長・コーデリア（鈴木浩介）との打ち合わせでは、話し合う途中で演技を始め、2人で劇場型の打ち合わせを行っていた。コーデリアと本作の制作をしていたが、単行本第5巻の最後に収録される話のあたりから離脱していたエリオットが再び担当編集者となっている。
冬夏によると、本作の登場人物は「ヤンデレ候補生」（属性）を多く描いている。

## 書誌情報
- 冬夏アキハル『転生悪女の黒歴史』白泉社〈花とゆめコミックス〉、既刊15巻（2025年5月2日現在）
  1. 2019年1月4日発売[3][57]、ISBN 978-4-592-21174-7
  2. 2019年7月5日発売[58]、ISBN 978-4-592-21175-4
  3. 2020年1月4日発売[59]、ISBN 978-4-592-22023-7
  4. 2020年7月3日発売[60]、ISBN 978-4-592-22024-4
  5. 2020年12月4日発売[61]、ISBN 978-4-592-22025-1
  6. 2021年4月30日発売[49][62]、ISBN 978-4-592-22056-5
    - 「描き下ろし！イアナやイア臓のちょっとエッチなヤンデレ監禁生活小冊子付き特装版」同日発売[49][63]、ISBN 978-4-592-22794-6

  7. 2021年11月5日発売[64]、ISBN 978-4-592-22057-2
    - 「特別編と描き下ろし漫画の闇鍋小冊子付き特装版」同日発売[65]、ISBN 978-4-592-22824-0

  8. 2022年3月4日発売[66]、ISBN 978-4-592-22058-9
    - 「オール描き下ろし！ イアナやイア臓の結婚小冊子付き特装版」同日発売[67]、ISBN 978-4-592-22825-7

  9. 2022年9月5日発売[68]、ISBN 978-4-592-22059-6
  10. 2023年1月4日発売[69]、ISBN 978-4-592-22060-2
  11. 2023年8月4日発売[70]、ISBN 978-4-592-22153-1
  12. 2023年10月5日発売[71]、ISBN 978-4-592-22163-0
  13. 2024年3月5日発売[72]、ISBN 978-4-592-22164-7
  14. 2024年8月5日発売[73]、ISBN 978-4-592-22165-4
  15. 2024年12月5日発売[74]、ISBN 978-4-592-22216-3
  16. 2024年12月5日発売[75]、ISBN 978-4-592-22217-0
- 冬夏アキハル『転生悪女の黒歴史 番外編集』白泉社〈花とゆめコミックス〉、2022年9月5日発売[76]、ISBN 978-4-592-22226-2

## テレビアニメ
2025年10月よりテレビ東京ほかにて放送予定。

### スタッフ
- 原作 - 冬夏アキハル[8]
- 監督 - 桜井弘明[78]
- シリーズ構成 - 広田光毅[78]
- キャラクターデザイン - 澤田知世[78]
- 色彩設計 - 安住唯[77]
- 美術監督 - 黛昌樹[77]
- 撮影監督 - 下崎昭[77]
- 3D監督 - 大嶋慎介[77]
- 編集 - 小野寺桂子[77]
- 音響監督 - えびなやすのり[77]
- 音楽 - 髙田龍一[78]
- 音楽制作 - HIKE[78]
- アニメーション制作 - スタジオディーン[78]
- 製作 - 「転生悪女の黒歴史」製作委員会[78]

### 主題歌
「Black Flame」
KID PHENOMENON from EXILE TRIBEによるオープニングテーマ。作詞・作曲はTSINGTAOとTakahito NakamuraとRyo Ito、編曲はTakahito Nakamura。
「リジェネ」
Zerofromによるエンディングテーマ。作詞・作曲・編曲はタケノコ少年。

### 放送局
| 放送期間        | 放送時間                     | 放送局     | 対象地域   | 備考                  |
| --------------- | ---------------------------- | ---------- | ---------- | --------------------- |
| 2025年10月9日 - | 木曜 0:00 - 0:30（水曜深夜） | テレビ東京 | 関東広域圏 |                       |
|                 | 木曜 23:30 - 金曜 0:00       | BS11       | 日本全域   | BS放送 / 『ANIME+』枠 |

| テレビ東京 木曜 0:00 - 0:30（水曜深夜）                                            | テレビ東京 木曜 0:00 - 0:30（水曜深夜） | テレビ東京 木曜 0:00 - 0:30（水曜深夜） |
| 前番組                                                                             | 番組名                                  | 次番組                                  |
| ---------------------------------------------------------------------------------- | --------------------------------------- | --------------------------------------- |
| 転生したら第七王子だったので、気ままに魔術を極めます（第2期） （2025年7月10日 - ） | 転生悪女の黒歴史 （2025年10月9日 - ）   | -                                       |